# Mount Blair
Mount Blair ist ein 2120 m hoher und markanter Berg im ostantarktischen Viktorialand. In der Gruppe der Outback-Nunatakker ragt er 10 km nordwestlich des Mount Weihaupt auf.
Der United States Geological Survey kartierte ihn anhand eigener Vermessungen und Luftaufnahmen der United States Navy aus den Jahren von 1959 bis 1964. Das Advisory Committee on Antarctic Names benannte den Berg 1970 nach Terence T. Blair, Biologe auf der McMurdo-Station zwischen 1966 und 1967.